# Rhinothelepus occabus
Rhinothelepus occabus är en ringmaskart som beskrevs av Anne D. Hutchings 1990. Rhinothelepus occabus ingår i släktet Rhinothelepus och familjen Terebellidae. Inga underarter finns listade i Catalogue of Life.